# Andrena montana
Andrena montana är en biart som beskrevs av Warncke 1973. Andrena montana ingår i släktet sandbin, och familjen grävbin. Inga underarter finns listade i Catalogue of Life.